# Teruzuki (1941)
Teruzuki (japonsky 照月) byl druhý torpédoborec třídy Akizuki japonského císařského námořnictva z druhé světové války. Celou svoji krátkou kariéru po dokončení v srpnu 1942 strávil v jihozápadním Pacifiku, kde se zúčastnil bitvy u ostrovů Santa Cruz, první a poslední noci bojů během námořní bitvy u Guadalcanalu a byl potopen americkými torpédovými čluny PT, když doprovázel „krysí transport“ na Guadalcanal v noci na 12. prosince 1942.

## Popis
Teruzuki patřil k první sérii torpédoborců třídy Akizuki. Ta byla původně navržena jako třída protiletadlových doprovodných plavidel. Nakonec ale bylo rozhodnuto instalovat jeden čtyřhlavňový torpédomet typu 92 model 4 s celkovou zásobou osmi 610mm torpéd typu 93.
Hlavní hlavňovou výzbroj Teruzuki – a hlavní identifikační znak třídy Akizuki – představovalo osm rychlopalných víceúčelových 100mm děl typu 98 s délkou hlavně 65 ráží ve čtyřech dvouhlavňových věžích. K jejich zaměřování sloužily dva 4,5 metrové stereoskopické dálkoměry.
Fotografie Teruzuki se pravděpodobně nedochovala. Proto lze jeho podobu po dokončení pouze odhadnout na základě vzhledu sesterského Akizuki. To se týká zejména počtu a rozmístění protiletadlových děl ráže 25 mm. Teruzuki nesl – obdobně jako Akizuki – dvě 25mm dvojčata na vyvýšené platformě před torpédometem. Mezi nimi se na platformě nacházel 2,5 metrový dálkoměr pro 25mm kanóny. Dalšího rozšíření protiletadlové výzbroje, ani instalace radaru, se již Teruzuki pravděpodobně nedočkal.
Vzhledem ke svému brzkému konci v prosinci 1942 se Teruzuki instalace radaru nedočkal a stal se tak jedinou jednotkou třídy Akizuki, která nikdy žádný radar nenesla.

## Stavba a cvičné plavby

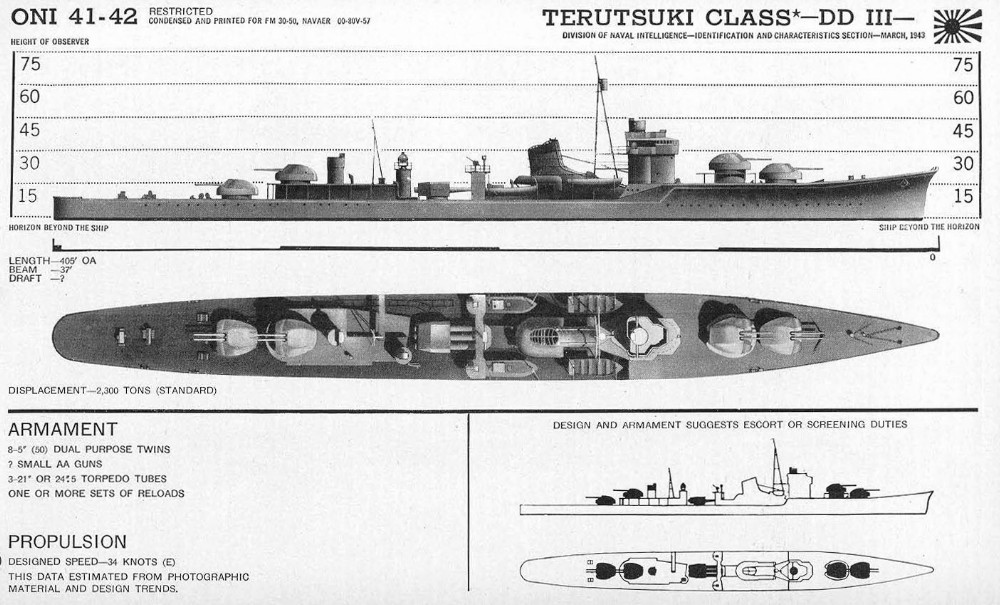
Obrys a nákres japonských torpédoborců třídy Akizuki

Stavba „torpédoborce číslo 105“ byla schválena na základě plánu z roku 1939. Kýl byl položen v loděnici Micubiši v Nagasaki. Nová jednotka byla spuštěna na vodu 21. listopadu 1941 a pokřtěna na Teruzuki.
Prvním a jediným kapitánem se stal 31. srpna 1942 Cuneo Orita, který již od 20. července dohlížel na dokončovací práce v Nagasaki. Teruzuki 7. září odplul do Jokosuky, kde během následujících 30 dní proběhly poslední dokončovací práce. Dne 7. října byl Teruzuki zařazen do 61. kučikutai (駆逐隊 ~ divize torpédoborců) 10. suirai sentai (水雷戦隊 ~ torpédová eskadra) kontradmirála Kimury 3. kantai (第三艦隊 ~ loďstvo).

## Služba

### Bitva u Santa Cruz (říjen 1942)
10. října vyplul Teruzuki z Jokosuky a zamířil na Truk. Dne 14. října se severně od Šalomounových ostrovů připojil k 1. kókú sentai (航空戦隊 ~ divize letadlových lodí) viceadmirála Naguma. Jako doprovod letadlových lodí se zúčastnil bitvy u Santa Cruz. Ráno 26. října na něj zaútočil SBD-3 Dauntless S-6 z USS Hornet, který byl součástí vlny, která napadla a poškodila Šókaku. Puma ale torpédoborec minula.
Cestou na Truk byl hodinu po půlnoci na 27. října (Dull uvádí 0:55, Lundstrom 1:00) lehce poškozen blízkým dopadem 500lb (226,8 kg) pumy na levoboku. Útočníkem byl poručík (Lt.) Melvin K. Atwell se svojí PBY-5A Catalinou 91-P-3 od VP-91. Incident si vyžádal sedm mrtvých.
Na Truk doplul 29. října a následně byl opraven opravárenskou lodí Akaši.

### První námořní bitva u Guadalcanalu (listopad 1942)

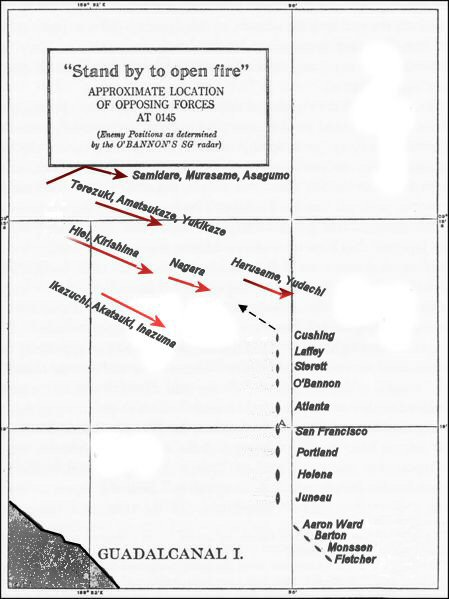
Výchozí formace před první námořní bitvou u Guadalcanalu

Časy jsou uváděny podle palubního času na japonských lodích. Palubní čas amerických lodí byl o dvě hodiny napřed
Dne 9. listopadu vyplul Teruzuki z Truku spolu se sedmi dalšími torpédoborci 10. suirai sentai a lehkým křižníkem Nagara (vlajková loď kontradmirála Kimury). Brzy ráno 12. listopadu se tato flotila setkala se svazem viceadmirála Abea (bitevní lodě Hiei a Kirišima a tři torpédoborce) u ostrova Shortland. Tyto síly měly napadnout Hendersonovo letiště v noci na 13. listopadu a vyřadit jej z provozu, aby bylo možno dopravit na Guadalcanal posily. To nakonec vedlo k první námořní bitvě u Guadalcanalu.
Když bitva začala (těsně před půlnocí 12. listopadu), plul Teruzuki za torpédoborcem Amacukaze na levém křídle Abeho formace a byl tak svědkem útoků amerických torpédoborců na Hiei. Podle kapitána Hary (velitel Amacukaze) to byl právě Teruzuki, kdo rozstřílel USS Cushing, který chvíli předtím napadl Hiei. Americké prameny připisují potopení Cushing předchozí přestřelce se třemi neidentifikovanými torpédoborci..
Za Cushingem plující USS Laffey byl potopen spojeným úsilím Teruzuki a Hiei: Po zásahu 356mm granátem z bitevní lodě a torpédem z Teruzuki, které mu v 0:02 utrhlo záď, Laffey explodoval a potopil se. O něco později se Teruzuki střetl s USS Sterett. Americký torpédoborec byl několikrát zasažen 100mm granáty, které mu vyřadily obě zadní 127mm děla a zničily řízení palby. Po tomto překvapivém útoku Sterett ustoupil. Poté Teruzuki spolu s Jukikaze a Nagara narazil na USS Monssen, který byl po asi 39 zásazích svojí posádkou opuštěn v 0:20 a později se potopil.
Poté, co Abe vydal rozkaz k ústupu, zamířil v 0:20 Teruzuki spolu s Jukikaze na sever podél východního pobřeží ostrova Savo. Ačkoliv se Teruzuki zapojil do několika přestřelek s americkými plavidly, vyšel z této bitvy bez vážnějších poškození.
Dopoledne následujícího dne pak Teruzuki spolu s dalšími torpédoborci chránil poškozenou Hiei severně od ostrova Savo před americkými nálety. Nakonec ale Abe rozhodl ochromenou bitevní loď opustit a potopit.

### Druhá námořní bitva u Guadalcanalu a Truk (listopad a prosinec 1942)
Po ústupu z první námořní bitvy u Guadalcanalu se Teruzuki přidal spolu se zbytkem Abeho sil k předsunutému svazu viceadmirála Kondóa. Teruzuki byl spolu s Asagumo přidělen k doprovodu těžkých jednotek (Atago, Takao a Kirišima), zatímco zbytek Kimurovy 10. suirai sentai utvořil předvoj. Před půlnocí na 15. listopadu plul – podle Hubáčka – Teruzuki před těžkými jednotkami, zatímco podle O'Hary plul Teruzuki jako poslední loď ve formaci a teprve v 0:54, když Kondó změnil kurz na jihovýchod, se Teruzuki a Asagumo dostaly do čela formace.. O minutu později hlídky na Atago zpozorovaly bitevní loď USS South Dakota. V nastalém boji byla Kirišima těžce poškozena a když byl vydán rozkaz k jejímu opuštění, převzaly Teruzuki, Asagumo a Samidare celkem 1128 přeživších. V 5:30 zahájily torpédoborce ústup k severu.
Dne 18. listopadu připlul Teruzuki na Truk, kde se stal vlajkovou lodí kontradmirála Kimury. Byl jí až do 1. prosince, kdy na Truk připlul lehký křižník Agano, který se stal novou vlajkovou lodí 10. suirai sentai.
Dne 3. prosince najel Teruzuki u Truku na útes a byl lehce poškozen.

### Poslední mise (prosinec 1942)
Dne 5. prosince vyplul Teruzuki z Truku a o dva dny později dorazil na Shortland. Tam se stal vlajkovou lodí 2. suirai sentai kontradmirála Tanaky.
Dne 11. prosince vyplul Teruzuki, aby poskytl krytí dalšímu „krysímu transportu“ s 1200 sudy zásob pro Guadalcanal. Kolem půlnoci na 12. prosince se konvoj střetl s americkými torpédovými čluny mezi mysem Tassafaronga a mysem Esperance na Guadalcanalu. V 1:00 zasáhla nečekaně dvě torpéda torpédoborec na levoboku (West tvrdí, že šlo pouze o jedno torpédo a druhá exploze byla způsobena požárem, který zasáhl zadní skladiště střeliva). Zásah je připisován buďto torpédovým člunům PT-37 a PT-40 nebo člunu PT-45.
Kontradmirál Tanaka při explozi upadl do bezvědomí. Na Teruzuki vypukly požáry a v jejich záři se torpédový člun PT-44 stal snadným terčem pro další japonský torpédoborec. K Teruzuki přirazil torpédoborec Naganami, aby převzal posádku a kontradmirála. Ačkoliv posádka bojovala s ohněm několik hodin, ve 3:15 byl vydán rozkaz k opuštění lodi. Část přeživších zachránily Naganami (Tanaka + 56) a Araši (140), zatímco 156 jich na člunech doplulo do Kamimbo na Guadalcanalu. Ve 4:40 požáry přivedly k výbuchu hlubinné nálože na zádi a torpédoborec klesl na dno Průlivu se železným dnem.
Dne 15. ledna 1943 byl Teruzuki vyškrtnut ze seznamu lodí japonského císařského námořnictva.